# Dominik Burkhardt
Dominik Burkhardt (* 26. Oktober 1977 in Groß-Gerau, Hessen) ist ein deutscher Leichtathlet.
Der Jurist zählte seit seiner Jugendzeit zu den besten deutschen Mittel- und Langstreckenläufern auf der Bahn, im Cross- und im Straßenlauf und gehörte einige Jahre dem deutschen Nationalkader an. Seine größten Erfolge feierte er im Crosslauf, bei dem er 2005 in Darmstadt Deutscher Meister auf der Mittelstrecke wurde. 2002 gehörte er zum deutschen Aufgebot bei den Crosslauf-Europameisterschaften in Medulin (Kroatien) und trug weitere zweimal das Nationaltrikot bei Länderkämpfen im Cross- und Straßenlauf. Zudem wurde er zweimal Deutscher Hochschulmeister über 3000 Meter in der Halle (1999 in Fürth) und im Crosslauf (2005 in Köln).
Dominik Burkhardt startete für den TSV Eschollbrücken-Eich, ASC Darmstadt, SV Creaton Großengottern, Eintracht Frankfurt, LG Neckar/Enz, PTSV Freiburg und seit 2009 für den TuS Griesheim.
Nach seinem Jurastudium in Mannheim und Jena mit anschließendem Rechtsreferendariat beim Landgericht Darmstadt arbeitete er von 2008 bis 2010 bei der Landesbank Baden-Württemberg in Stuttgart, bei der er zunächst ein Traineeprogramm im Bereich Financial Markets absolvierte. Seit 2010 ist er als Syndikusanwalt bei der amerikanischen Investmentbank J.P.Morgan in Frankfurt am Main tätig.
Bestleistungen
- 800 m: 1:52,80 min, Daun/Eifel, 1999
- 1000 m: 2:23,47 min, Pfungstadt, 1999
- 1500 m: 3:45,21 min, Köln, 1999
- 3000 m: 8:02,28 min, Tessenderlo/BEL, 2005
- 5000 m: 13:48,06 min, Kassel, 2001
- 10.000 m: 29:19,77 min, Troisdorf, 2002
- Halbmarathon: 1:05:59 h, Belfort/FRA, 1998

| Personendaten    | Personendaten          |
| ---------------- | ---------------------- |
| NAME             | Burkhardt, Dominik     |
| KURZBESCHREIBUNG | deutscher Leichtathlet |
| GEBURTSDATUM     | 26. Oktober 1977       |
| GEBURTSORT       | Groß-Gerau, Hessen     |